# Joachim Slüter
Joachim Slüter, auch Jochim Slyter, Jochim Dutzo (* um 1490 in Dömitz; † 19. Mai 1532 in Rostock) war ein deutscher Geistlicher und Reformator in Rostock.

## Leben

Slüterdenkmal (alter Zustand um 1900)

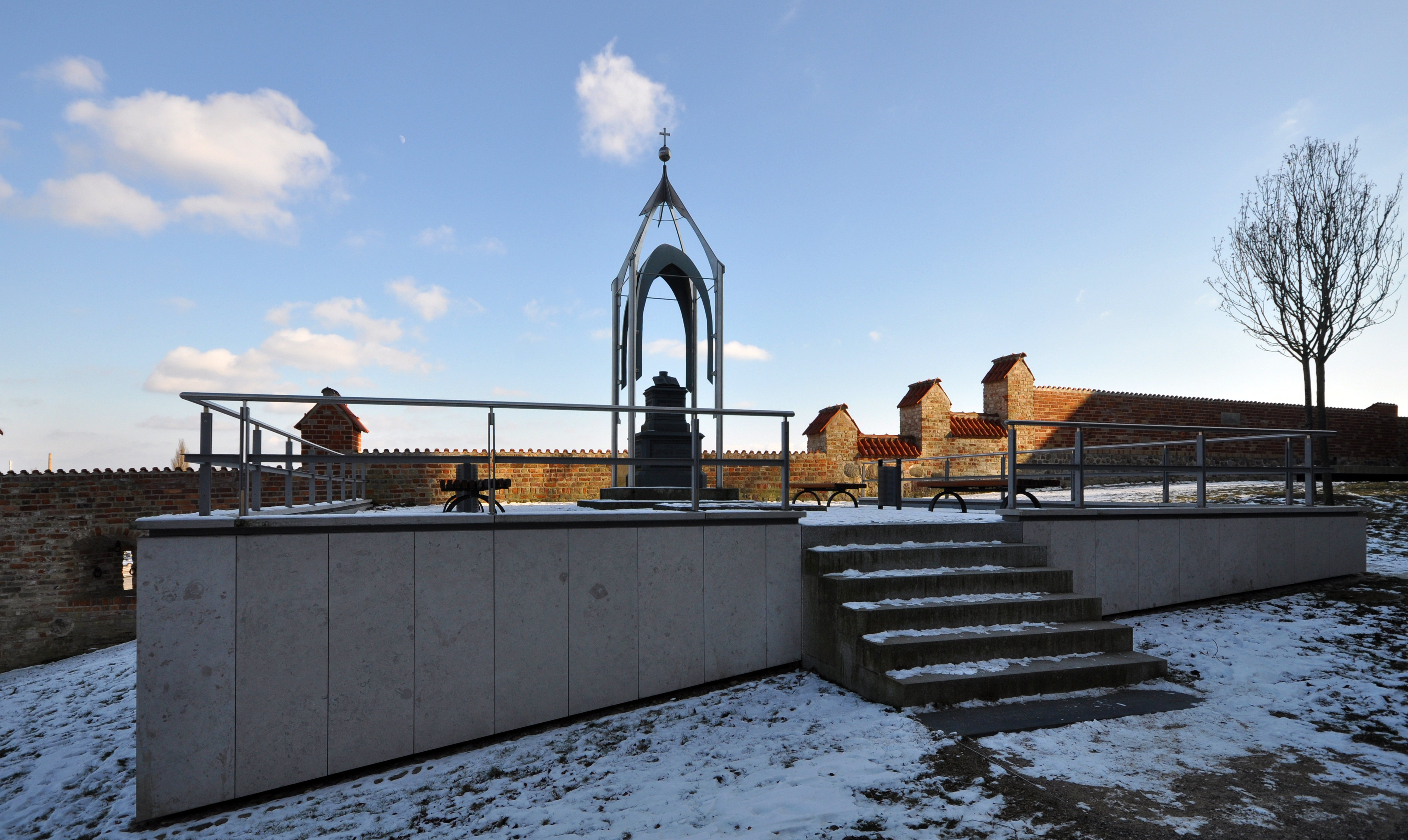
Slüterdenkmal mit modernem Überbau hinter der Petrikirche

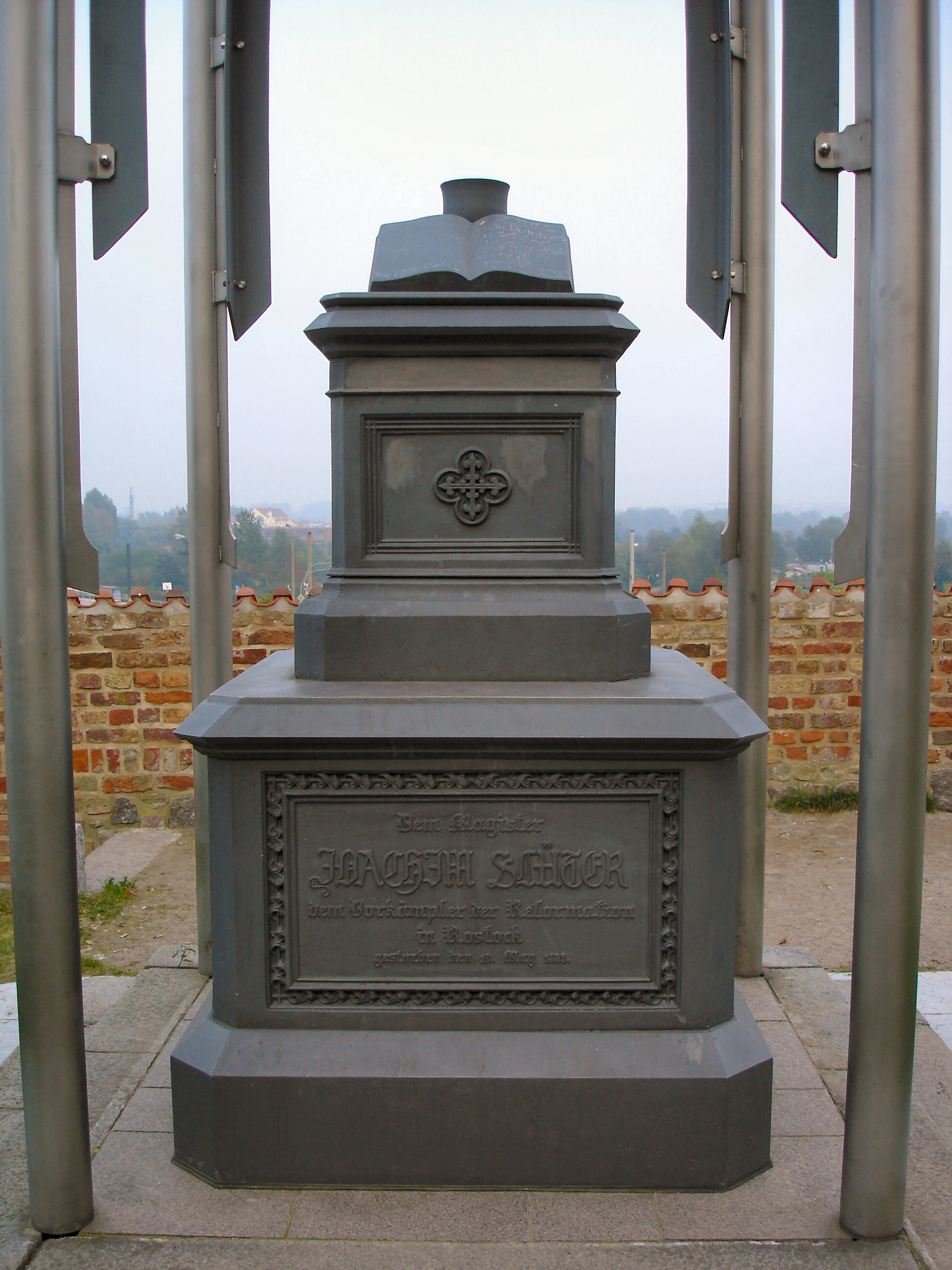
Slüterdenkmal an der Petrikirche

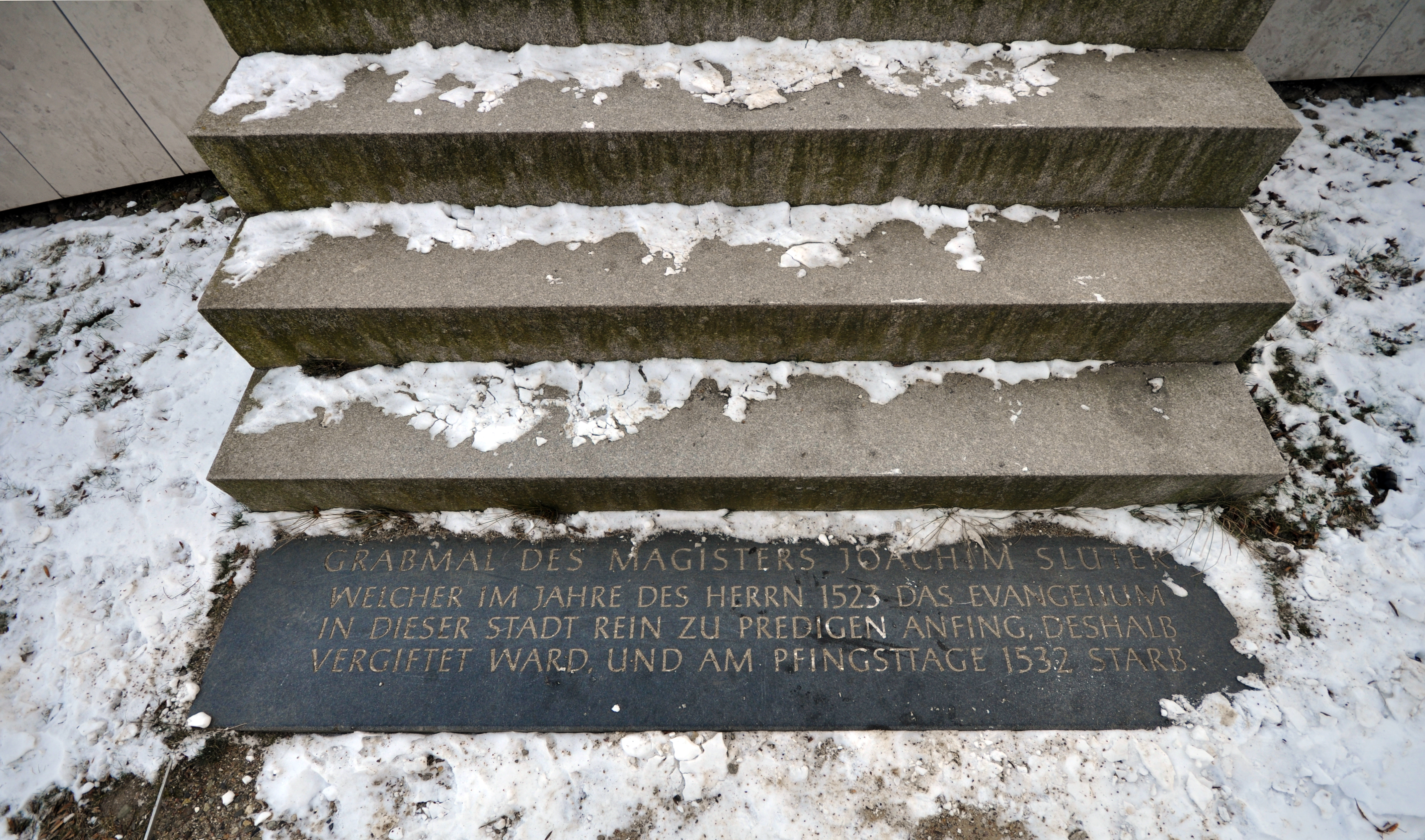
Widmung an Joachim Slüter

Slüter war der Sohn des Fährmanns Kutzer aus Dömitz an der Elbe. Der Vater starb früh, und die Mutter heiratete einen Slüter, dessen Namen ihr Sohn aus erster Ehe annahm. 
Ab 1517 ist Slüter in Rostock als Priester nachgewiesen. 1518 immatrikulierte er sich an der Universität Rostock. Ab 1521 war er an der St.-Petri-Kirchspielschule in Rostock tätig. 1523 wurde er durch Herzog Heinrich als Kaplan an St. Petri eingesetzt.
Die Pfarre war schon länger wegen Streitigkeiten der Herzöge bei der Pfarramtsbesetzung vakant. Hier begann Slüter im Auftrag von Herzog Heinrich, reformatorisch zu wirken. Dazu gehörte das Predigen in der niederdeutschen Muttersprache der Gemeinde. In der östlichen Rostocker Altstadt wohnten viele einfache und arme Leute, bei denen Slüters wortgewandte Predigten so beliebt waren, dass die Kirche oft zu klein war und Slüter draußen predigen  musste. Von der (katholischen) Kirche wurde er dagegen heftig angefeindet. Es gab sogar Morddrohungen, die ihn 1525 zu einem zeitweiligen Verlassen der Stadt veranlassten. Der Rostocker Rat hielt jedoch zu Slüter. 1528 heiratete er Katharina Jelen, die Tochter eines Rostocker Kleinschmieds.
1525 gab Slüter einen Katechismus und ein Gesangbuch heraus. Das Gesangbuch gilt als ältestes bekanntes niederdeutsches Gesangbuch. In ihm fügte er Nikolaus Decius’ Allein Gott in der Höh sei Ehr die bis heute gesungene vierte Strophe hinzu. 1526 erschien ein niederdeutsches Gebetbuch, 1530 eine zweite erweiterte Auflage. 1531 gab Slüter das Doppelte Gesangbuch heraus. In diesem sind Luthers Klugsches Gesangbuch in niederdeutscher Fassung und von Slüter gesammelte Lieder enthalten.
1531 wurde Rostock offiziell evangelisch-lutherisch. Im März 1531 veröffentlichte Slüter ein Gutachten zur Frage der gottesdienstlichen Zeremonien, das keinerlei lateinische Texte mehr vorsah. Im evangelischen Lager wurden heftige Auseinandersetzungen darüber geführt, ob neben Schriftlesung und Predigt auf (Nieder-)Deutsch auch lateinische Ordinariumsgesänge und Orationen beibehalten werden sollten. Um den Streit beizulegen, holte der Rat Gutachten von Luther, Philipp Melanchthon, Johannes Bugenhagen und Urbanus Rhegius ein. Diese befürworteten die deutsch-lateinische Mischform und empfahlen, den Abweichler zu überzeugen oder aus der Stadt zu weisen. Dass Slüter davon betroffen war, ist nicht anzunehmen, da er im Amt blieb. Er war jedoch zu diesem Zeitpunkt schon krank und starb nur wenig später am Pfingstsonntag 1532 und wurde auf dem Kirchhof von St. Petri beigesetzt. Bald kam das Gerücht einer Vergiftung auf. 

## Nachwirkungen
Die erste Biographie über Slüter verfasste 1593 der Rostocker Prediger Nicolaus Gryse.
An der Stelle von Slüters Grab auf dem ehemaligen St.-Petri-Kirchhof wurde 1862 ihm zu Ehren ein Denkmal errichtet und die Straße Vor dem Petritor in Slüterstraße umbenannt. 
In Rostock, Dierkower Höhe Nr. 43 befindet sich das Gemeindehaus der Slütergemeinde, welche nach dem Reformator benannt wurde. Auf einem Antependium im Kirchenraum sind die von Slüter geprägten Worte: „Dat wordt gades blyfft ewyglick“ zu finden, eine niederdeutsche Wiedergabe des Bibelverses „Das Wort Gottes bleibt in Ewigkeit“ (Jesaja 40,8 ).
Der 2017 erschienene historische Kriminalroman Der tote Reformator von Frank Schlößer behandelt Slüters Tod.

## Schriften
- Joachim Slüter (Hrsg.): Eyn gantz schone vnde seer nutte gesangk boek / tho dagelyker öuinge geystlyker gesenge vnde Psalmen. Vth Christliker vn[de] Euangelischer schryfft / beuestyghet / beweret / vnde vp dat nyge Gemeret / Corrigert / vn[n]d jn Sassyscher sprake klarer wen tho vorn verdüdeschet. Ludwig Dietz, Rostok 1525, urn:nbn:de:gbv:28-rosdok_ppn823791610-0 (uni-rostock.de [abgerufen am 16. Juli 2025]).

- Ein gar schönes und sehr nützliches Gesangbuch. 1525. Eine schöne und sehr nützliche christliche Unterweisung. 1525. Hrsg. von Gerhard Bosinski. Reprint der Original-Ausgabe von 1525. Zentralantiquariat der DDR, Leipzig 1986, ISBN 3-7463-0026-6.